# 本多真弓
本多 真弓（ほんだ まゆみ、1973年6月20日 - ）は、日本の女優、声優、演劇プロデューサー。

## 略歴
- 桐朋学園短期大学芸術学部演劇学科演劇科27期卒業[2][3]。劇団青年座研究所19期卒業[3]。
- 2001年、演劇ユニット「クレネリ♥ZERO FACTORY」を主宰兼役者として立ち上げる。作家、大岩真理と共に、クレネリワールドを作り上げる。
- 2006年に出産[4]。クレネリ活動休止。2012年2月下北沢演劇祭に参加。再び活動[4]。
- 2017年に西山水木と共に演出ユニット「下北澤姉妹社」を立ち上げる。2020年10月に、明樹由佳、松岡洋子が加わり劇団となる。
- 演劇プロデューサーとして「グッドディスタンス」「令和で万葉プロジェクト」などに携わっている。

## 出演

### 舞台
- ひとりし思へば〜大伴家持・歌の旅〜（2015年10月） - 坂上大嬢 役
- 剣に歌に、夢が跳ぶ！（2017年12月）
- HOTSKY『ミカンの花が咲く頃に』（2018年10月）[5]
- 劇団匂組『農園ぱらだいす』（2020年10月）[6]
- ハツビロコウ #11『夏の砂の上』（2021年9月）[7]
- Alexandrite Stage Produce『CHICACO 2023（2023年4月 - 5月）[8]
- 劇団匂組『まほろばのまつり』（2024年5月）[9]

#### クレネリZERO FACTORY
- 蜜の味 / 二等辺三角形（2001年11月）
- 逆さまの輪（2002年10月）
- 空洞満月（2003年6月）
- セロテープボンドセメダイン（2004年2月）
- 蜜の味（2004年9月）
- 乙女の国（2005年2月）
- なみだくじ（2005年9月）
- 春と爪（2006年4月）
- こんなにも（2012年2月）
- ほどける双子（2015年7月）
- 本多真弓一人芝居『ほどける双子』（2022年12月）[10]
- 本多真弓一人芝居『ほどける双子2024』（2024年1月）[11][12]

#### 下北澤姉妹社
- 月の姉妹（2017年2月）
- 母樹boju ―母と蜜柑の優しい神話―（2020年10月） [13]
- 月の記憶（2021年11月）[14]

#### 令和で万葉！プロジェクト
- 『やかもち』―万の葉を集めて―（2021年2月）[15] - 大嬢 役

### ナレーション
- DHC
- アメリカンファミリー生命保険会社
- スカイマークエアラインズ株式会社

### テレビアニメ
- OVERMANキングゲイナー（2002年） - コナ・マダヤ 役[16]

### 劇場アニメ
- グッドモーニング・コール（2001年） - ななこ 役[17]

## 企画

### グッドディスタンス
- 風吹く街の短篇集第一章（2020年 7月）[18]
- 風吹く街の短篇集第二章（2020年 8月）[19]
- 風吹く街の短篇集第三章（2020年 9月）[20]
- 風吹く街の短篇集第四章（2021年 2月）[21]
- 風吹く街の短篇集第五章（2021年 7月）[22]
- グッドディスタンス-風がつなげた物語-『月と座る』『珠子が居なくなった』（2022年3月）[23]
- グッドディスタンス公演vol.8「人という、間」（2024年11月）[24]